# America (Niederlande)
America ist ein Dorf im Norden der niederländischen Provinz Limburg und ist eines der zehn Dörfer der Gemeinde Horst aan de Maas. Die Gemeinde Horst aan de Maas ist flächenmäßig eine der größeren der Provinz Limburg und liegt zwischen den Stadtzentren von Venlo und Venray. America liegt an der Bahnstrecke Venlo–Eindhoven und hatte früher eine eigene Station.

## Allgemeines
Den seit jeher agrarisch geprägten Charakter hat America bis heute behalten. Neben den Agrarbetrieben befindet sich vor allem der Tourismussektor stark im Wachstum, unter anderem durch das Urlaubsgebiet Park de Peelbergen. Außerhalb des bebauten Zentrums von America befinden sich zwei große Center Parcs, Het Meerdal und Limburgse Peel. Daneben ist America bekannt geworden durch die Band Rowwen Hèze, die in limburgischer Sprache singt. Im Januar 2024 zählte das Dorf rund 2.320 Einwohner in 854 Wohnungen.

## Benennung
Die Herkunft des Ortsnamens ist ungeklärt, bezieht sich aber wahrscheinlich auf den Kontinent Amerika. In relativ jüngerer Zeit urbar gemachtes Heideland trägt in den Niederlanden gelegentlich ein Toponym, das wohl auf die Abgelegenheit des Ortes hinweist (z. B. Californië oder Siberië). Eine Herleitung vom deutschen „am Erika“ jedenfalls dürfte einen Fall von Volksetymologie darstellen.

## Bekannte Einwohner
- Hub van Doorne (1900–1979), Gründer der DAF (Automobile) und Erfinder der Variomatic
- Joey Litjens (* 1990), Motorradfahrer
- Jack Poels (* 1957), Sänger und Gitarrist der Band Rowwen Hèze